# Piet de Boer (voetballer)
Piet de Boer (Amsterdam, 10 oktober 1919 – Koog aan de Zaan, 8 februari 1984) was een Nederlands voetballer.
De Boer speelde als aanvaller bij KFC. Hij speelde op 28 november 1937 op achttienjarige leeftijd zijn enige interland voor het Nederlands voetbalelftal in de WK-kwalificatiewedstrijd tegen Luxemburg. De Boer scoorde drie keer in de met 4-0 gewonnen wedstrijd en heeft hiermee het hoogste doelpuntengemiddelde van het Nederlands elftal. Hij maakte deel uit van de selectie voor het wereldkampioenschap voetbal in 1938 maar kwam daar, als in Nederland blijvende reserve, niet in actie.